# Cubryński Koń

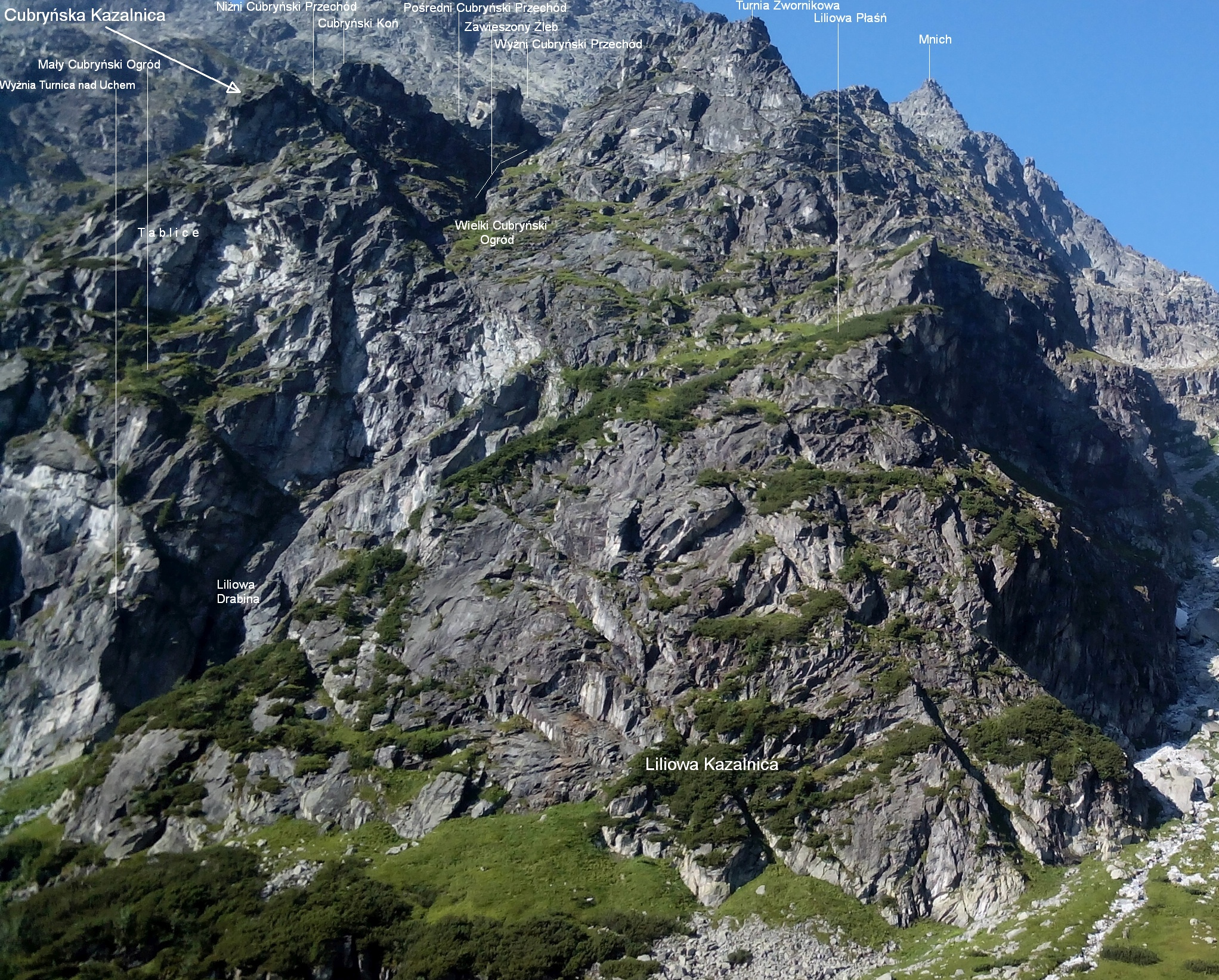
Cubryński Koń u góry

Cubryński Koń (słow. Čubrinský kôň) – odcinek grani we wschodniej grani Cubryny w Tatrach Polskich. Znajduje się w górnej części wschodniego filara Turni Zwornikowej, pomiędzy Pośrednim (ok. 1865 m) a Niżnim Cubryńskim Przechodem (ok. 1835 m) i ma długość kilkudziesięciu metrów. Do Niżniego Cubryńskiego Przechodu opada ścianką o wysokości około 20 m, do Pośredniego Przechodu dwumetrowym uskokiem.
Koniem skalnym nazywa się odcinek bardzo wąskiej grani. Cubryński Koń to taka bardzo wąska grań, na obydwie strony opadająca pionowymi ściankami o wysokości kilkunastu metrów. Jedynym miejscem, gdzie można łatwo dostać się na tę grań jest zarośnięta kosodrzewiną rynna na południowej ścianie. Są w niej strome płyty.